# 2012年太陽風暴

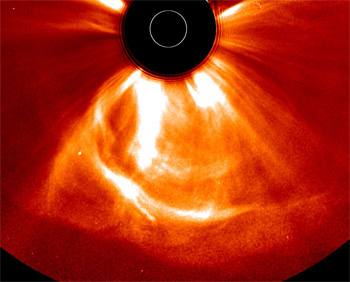
日地關係天文台拍攝到的日冕物質拋射。

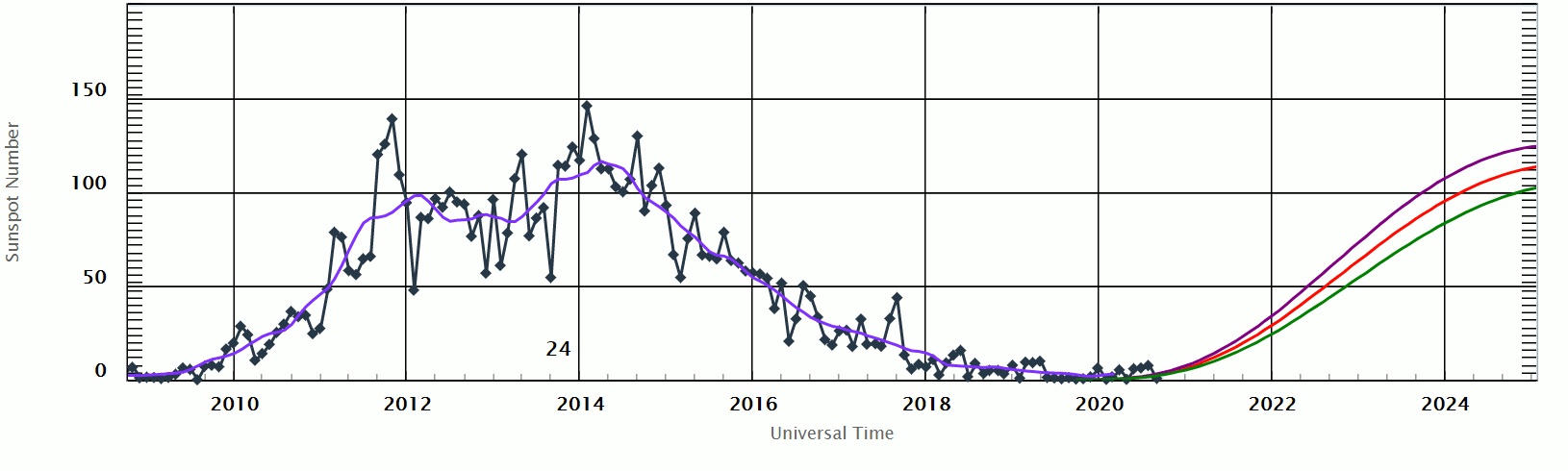
此一事件發生在2012年，在圖中可以看出靠近太陽黑子在本次極大值的附近。

2012太陽風暴是在當年7月23日發生的一個非常強大的日冕物質拋射（CME）事件。在以太陽赤道繞軸自轉約25的週期中，它以9天的時間錯過了地球。因此，產生爆發的區域當時並沒有直接朝向地球。這次爆發的威力與1859年造成各地電氣設備損壞（主要是電報站）的卡靈頓事件同等級。
噴發的日冕物質穿過地球軌道時，擊中了太空船STERO-A。這艘太空船是一個觀測太陽的天文台，配備了觀測日冕物質拋射的設備，因為它遠離地球，所以不會曝露在日冕物質拋射撞擊地球磁層時可能誘導產生的強電流中。它在這次的轟擊中倖存下來，並為研究人員提供了寶貴的資料。
根據蒐集到的資料，這次的噴發包括兩次獨立的拋射，由於4天前一次較小的日冕物質拋射清除了圍繞太陽的行星際物質，使這次的日冕物質拋射能夠達到異常高的強度。如果這次的日冕物質拋射轟擊到地球，很可能會造成全球性的電子系統都受到嚴重的損壞。2013年的一項研究指出，光是美國在經濟上的損失將在6,000億至2兆6,000億美元之間。中國航太氣象國家重點實驗室的劉英教授估計，從這樣的災難中恢復大約需要4至10年的時間。
被認為與早期的日冕物質拋射清除了地球路徑上的粒子，創紀錄最快的1972年8月太陽風暴，發生在類似的過程中。這場風暴在母閃焰爆發後14.6小時抵達，但持續的時間比1859年的巨大太陽風暴還要短。
此一事件發生在第24太陽週期太陽黑子活動頻繁的時候。

## 外部連結
- YouTube上的ScienceCasts: Carrington-class CME Narrowly Misses Earth